# Eisenbahnunfall von St-Léonard

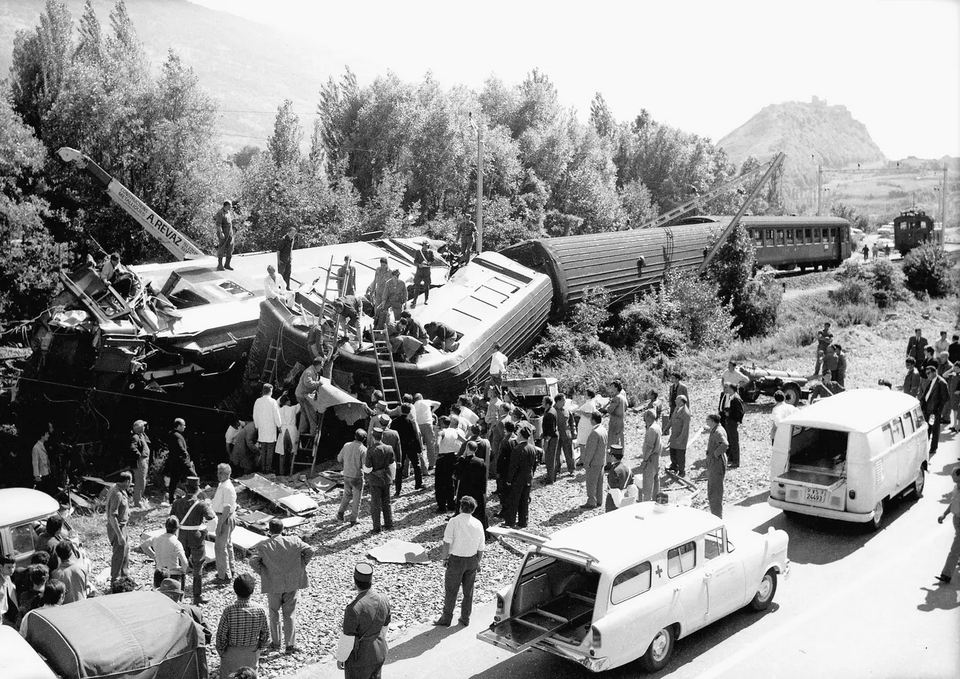
Zehn der beim Unfall in St-Léonard Verstorbenen kamen aus der Luzerner Gemeinde Pfaffnau.

Der Eisenbahnunfall von St-Léonard war ein Frontalzusammenstoss eines Güterzugs und eines Extrazuges auf der Simplonstrecke am 24. Juni 1968 zwischen den Bahnhöfen Saint-Léonard und Sitten. 12 Menschen starben.

## Ausgangslage

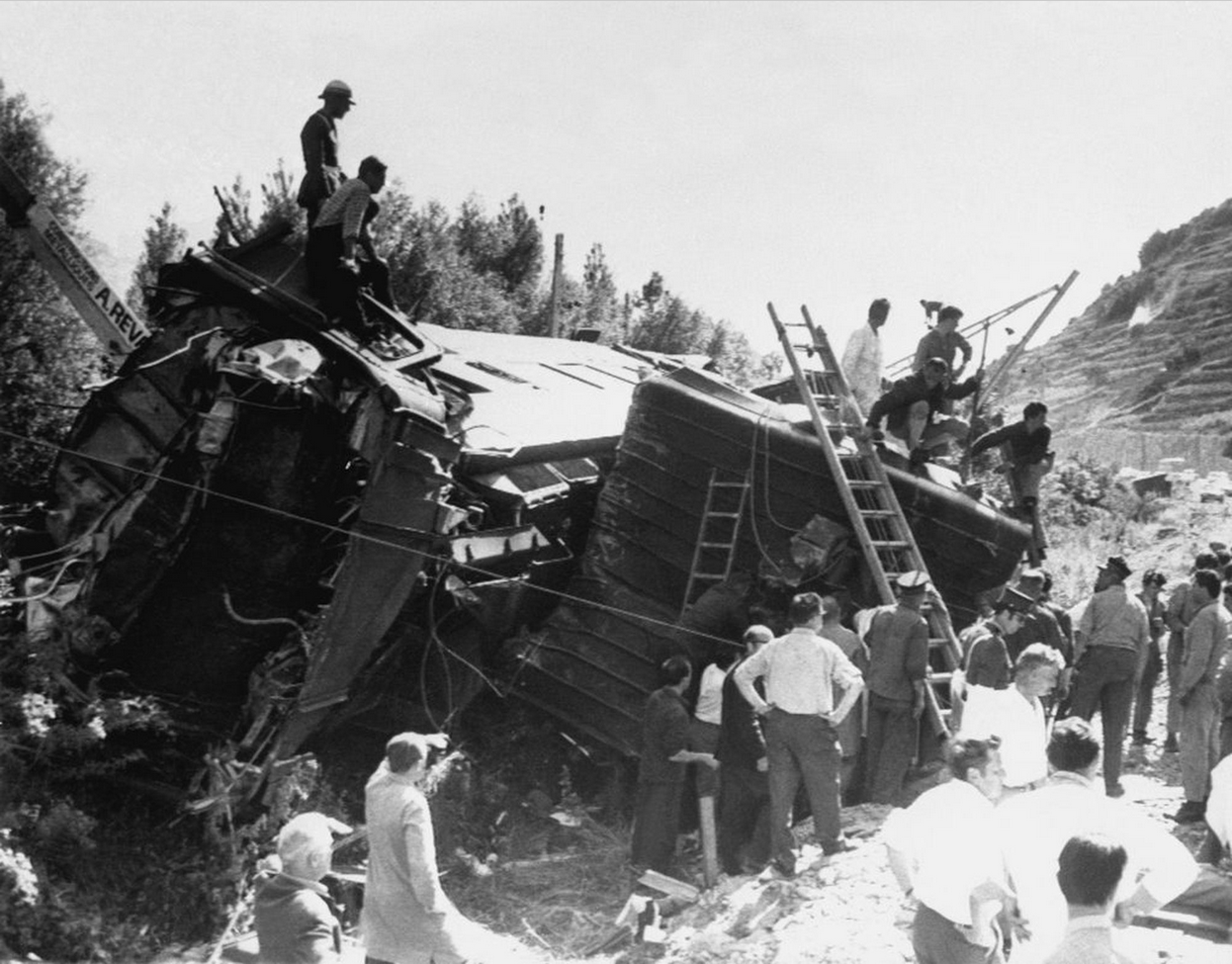
Blick auf die Unfallstelle

Die Strecke zwischen Saint-Léonard und Sitten war damals auf 6 km nur eingleisig ausgebaut. Saint-Léonard, damals noch ein Bahnhof, wurde vom Fahrdienstleiter in Sitten mit gesteuert. Die Strecke war mit Streckenblock ausgestattet.
Der Extrazug 51070 mit 270 Reisenden sollte eine Reisegruppe aus Mitgliedern der Landwirtschaftlichen Genossenschaft Reiden über die Lötschbergstrecke nach Luzern bringen. Er bestand aus einem führenden Triebwagen der Bauart RBe 4/4, in dem aber keine Fahrgäste sassen, gefolgt von fünf Wagen der 2. Klasse. Der Zug erhielt Ausfahrt in Richtung Saint-Léonard, da die Signale in der Gegenrichtung «Halt» geboten und so den eingleisigen Abschnitt für den Extrazug 51070 sicherten.
Aus der Gegenrichtung näherte sich dem Bahnhof Saint-Léonard der Eilgüterzug 16845, bestehend aus einer Lokomotive der Bauart Ae 3/5, die nur zwei Güterwagen und einen Personenwagen zog. Der Zug erhielt dort Einfahrt auf einem der beiden Überholungsgleise, an dessen Ende das Ausfahrsignal Richtung Sitten «Halt» zeigte.

## Unfallhergang

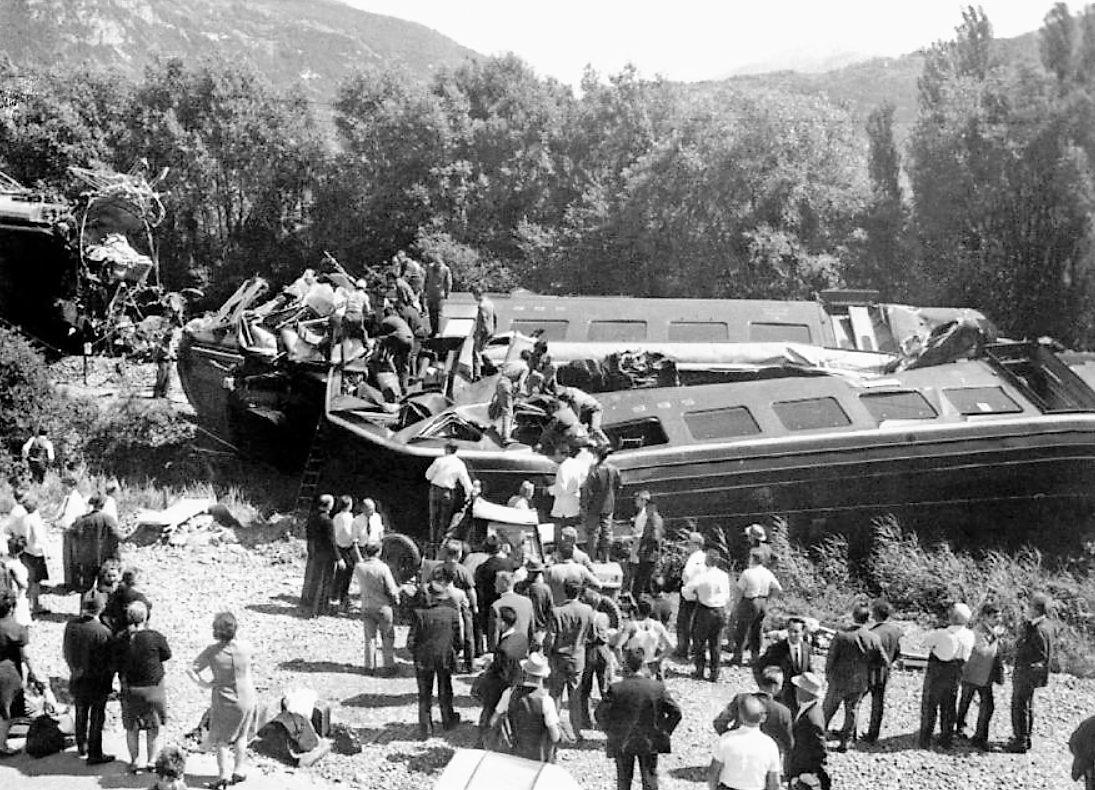
Die Reisezugwagen hier im Bild und die beiden Triebfahrzeuge wurden stark zerstört.

Statt anzuhalten, überfuhr der Güterzug das «Halt» gebietende Signal in die eingleisige Strecke nach Sitten. Das war möglich, da der Lokomotivführer zuvor am Vorsignal die Wachsamkeitsstaste betätigt hatte und das Hauptsignal keine weitere Zugsicherung besass. Dadurch wurde keine Zwangsbremsung ausgelöst. Warum der Lokomotivführer so handelte, konnte nie geklärt werde. Um 13:56 Uhr kam es deshalb zum Frontalzusammenstoss der beiden je etwa 80 km/h schnellen Züge. Dabei wurden die Frontpartien der Lokomotive und des Triebwagens, aber auch der erste Reisezugwagen zur Hälfte zerstört. Auch der Fahrtenschreiber der Lokomotive wurde so zerstört, dass er nicht mehr ausgewertet werden konnte.

## Folgen
12 Menschen starben, darunter beide Lokomotivführer, 103 weitere Personen wurden verletzt.
In Folge dieses Unfalls wurden nach mehrjähriger Versuchszeit zwischen 1979 und 1989 im Zugsicherungssystem Integra-Signum zusätzliche Gleismagnete auch an Hauptsignalen installiert und damit die Zugsicherung um eine Haltauswertung erweitert: Bei der Vorbeifahrt an einem «Halt erwarten» signalisierenden Vorsignal muss weiterhin die Wachsamkeitstaste bedient werden, beim Überfahren eines «Halt» zeigenden Hauptsignals wird dagegen eine Zwangsbremsung ausgelöst.